# Bruder Feuer
Bruder Feuer ist der Titel einer Novelle von Luise Rinser.
Rinser erzählt die Geschichte eines Mannes in den 1970ern, dessen biografische Wendepunkte und Entscheidungen denen des Franz von Assisi zu gleichen scheinen. Aus dessen Hymnus Sonnengesang stammen die Worte: „Gepriesen seist du, mein Herr, durch Bruder Feuer, durch das du die Nacht erleuchtest; und es ist schön und liebenswürdig und kraftvoll und stark“, auf die die Novelle Bezug nimmt.
Ein Journalist wird nach Assisi geschickt, um über diesen „verrückten Revolutionär“ zu recherchieren, der die Jugendlichen der Umgebung begeistert und in einer Kommune sammelt. Was er zu hören bekommt, ist widersprüchlich und macht ihn neugierig. Wie in einem Kriminalspiel fügt sich Puzzleteil an Puzzleteil – und regt die Leser an, sich eine eigene Meinung zu bilden. Die der Novelle zugrundeliegende Ausgangsfrage, welche Resonanz ein Franz von Assisi heute hervorrufen würde, scheinen viele Leser so spannend zu finden, dass die Schrift häufig neu aufgelegt wurde.